# گوستاف هولوبک
گوستاف هولوبک (لهستانی: Gustaw Teofil Holoubek؛ ‏ ۲۱ آوریل ۱۹۲۳ – ۶ مارس ۲۰۰۸) بازیگر، کارگردان، سناتور و سیاستمدار اهل لهستان بود.

## گزیدهٔ فیلم‌شناسی

### سینما
- با آتش و شمشیر - ۱۹۹۹
- دریاچه کنستانس - ۱۹۸۶
- زیگفرید - ۱۹۸۶
- یاوه‌نویس - ۱۹۸۵
- داستان ملال‌انگیز - ۱۹۸۳
- سوال‌های بچگانه - ۱۹۸۱
- در روز روشن - ۱۹۸۱
- اتاقی با نمایی از دریا - ۱۹۷۸
- چقدر دور، چقدر نزدیک - ۱۹۷۲
- دارکوب - ۱۹۷۱
- نمک زمین سیاه - ۱۹۷۰
- ماریا و ناپلئون - ۱۹۶۶
- لحظهٔ صلح - ۱۹۶۵
- دست‌نوشته ساراگوسا - ۱۹۶۵

### تلویزیون
- مرشد و مارگاریتا -۱۹۹۰
- با آتش و شمشیر (مجموعه تلویزیونی) - ۲۰۰۱